# Портрет Ганни Закревської
«Портрет Ганни Закревської» — художній твір Тараса Шевченка

## Історія створення
Ганна Іванівна Закревська (уроджена Заславська, 1822—1857) — дружина відставного офіцера, поміщика села Березова Рудка на Полтавщині Платона Олексійовича Закревського.
Шевченко познайомився з Ганною Закревською 29—30 червня 1843 року в маєтку Тетяни Вольховської в Мойсівці, був захоплений красою Ганни, неодноразово приїжджав у маєток Закревських до Березової Рудки.
Про намір намалювати портрет Ганни Закревської Шевченко писав у листі до Віктора Олексійовича Закревського (брата її чоловіка) від 10 листопада 1843 року з Яготина:
«А Ганні вродливій скажи, що як тільки очуняю та кожух пошию, то зараз і прибуду з пензлями і фарбами на цілий тиждень…».
Виконати портрет Г. І. Закревської та її чоловіка Шевченко міг лише з 9 по 23 грудня 1843 року, коли виїздив з Яготина на два тижні.

## Опис портрета
Полотно, олія (51 × 39,6).
Зліва внизу олійною фарбою дата і підпис автора: 1843 || Т. Шевченко.
Погрудне зображення на червоно-малиновому тлі, що контрастує з блакитною сукнею, вмонтовано в овал.
Існує копія цього портрета, яка приписується Шевченкові.

## Експонування портрета
- 1911 — виставка художніх творів Т. Шевченка в Києві (вшанування поета в зв'язку з 50-річчям з дня його смерті)[4];
- 1939 — республіканська ювілейна (125 років з дня народження) шевченківська виставка в Києві[5];
- 1951 — виставка образотворчого мистецтва Української РСР у Москві[6].

## Місця збереження
Попередні місця збереження: власність М. М. Закревської, Полтавський державний історичний музей, Галерея картин Т. Г. Шевченка, (Харків).
Зараз портрет зберігається в Національному музеї Тараса Шевченка.